# Bogside
The Bogside är ett bostadsområde i Derry i Nordirland, till största delen bebott av katoliker. Bogside är en viktig plats i historien om konflikten i Nordirland. Bland annat inträffade den blodiga söndagen-händelserna och slaget om Bogside här. Området är också känt för sina väggmålningar (muralmålningar) gjorda av The Bogside Artists. Under åren 1969–1972 tillhörde Bogside Free Derry. Torget Free Derry Corner ligger här.
Museum of Free Derry  ligger i Bogside.

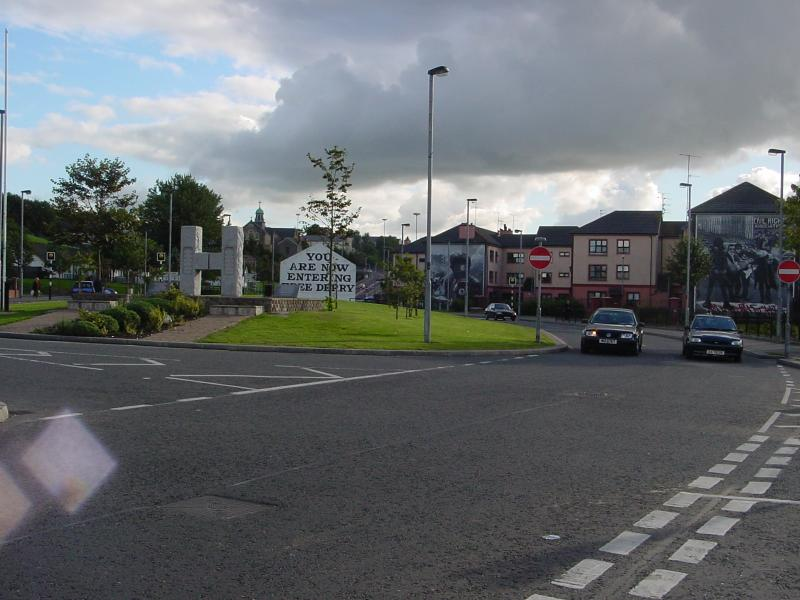
Bild över torget Free Derry Corner sett från söder.
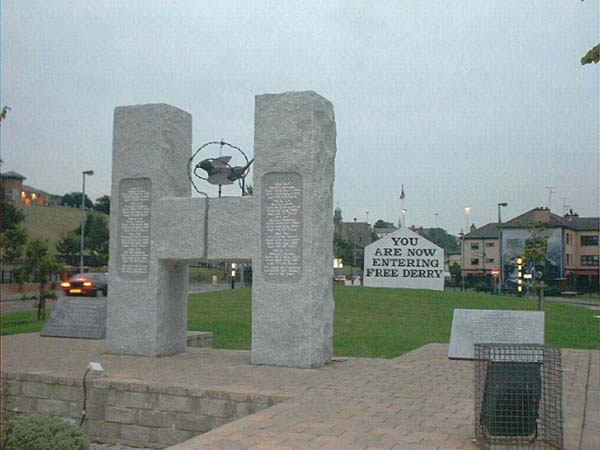
På torget Free Derry Corner finns också ett minnesmärke över Hungerstrejken i Nordirland 1981.
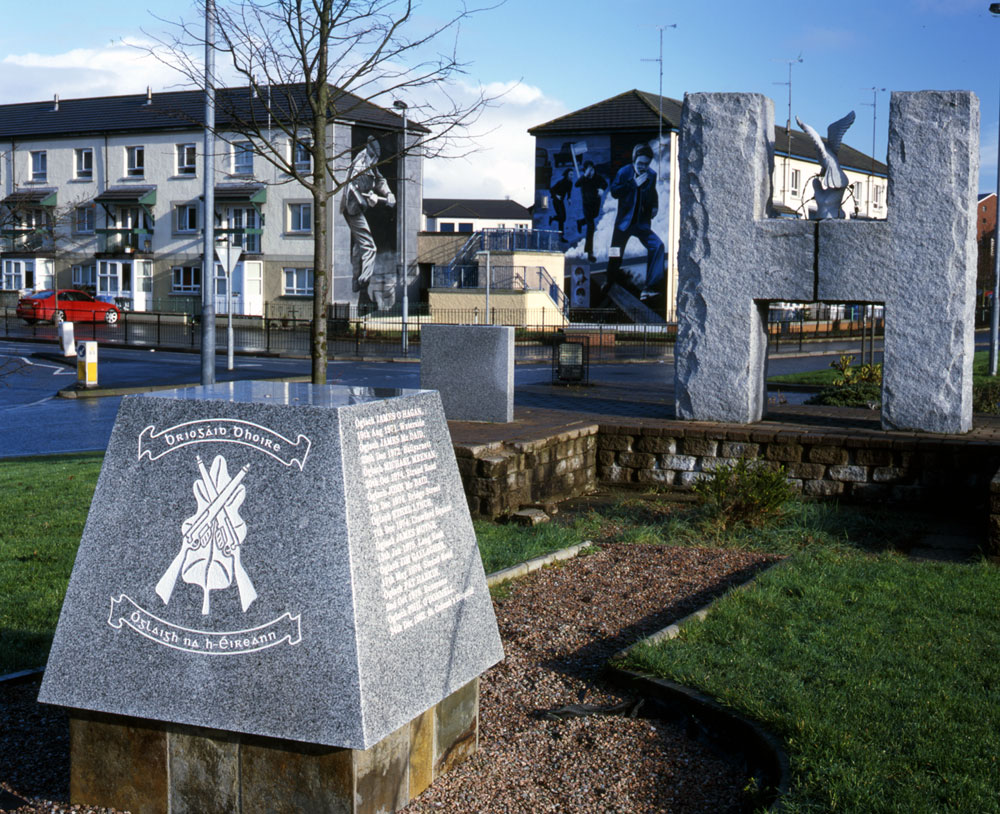
Bild över torget Free Derry Corner sett från norr. På minnesstenen hyllas medlemmar av Provisoriska IRA:s Derrybrigad som dött i strid.
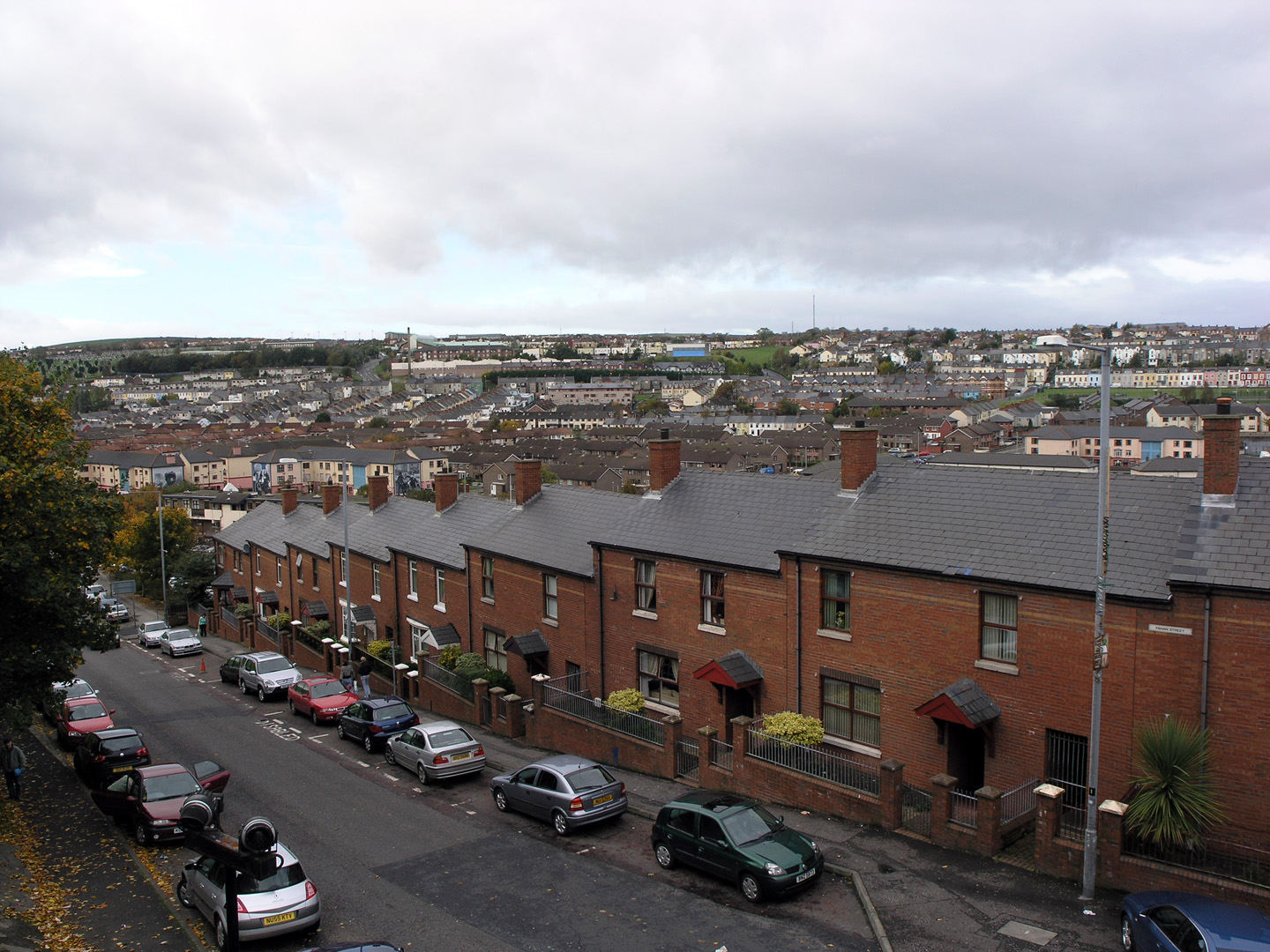
Bogside augusti 2005.
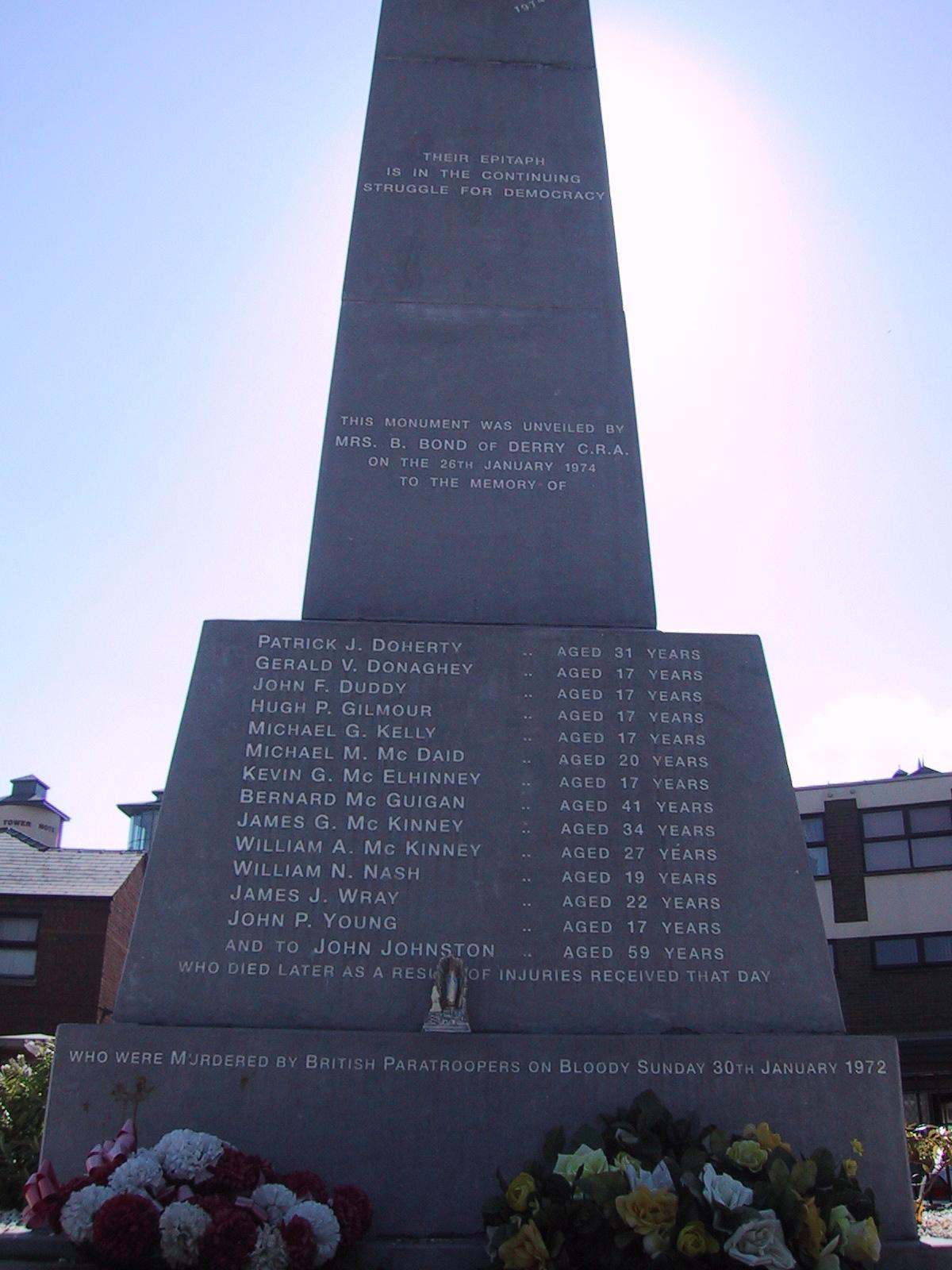
Minnesmärke över de döda i Derry.
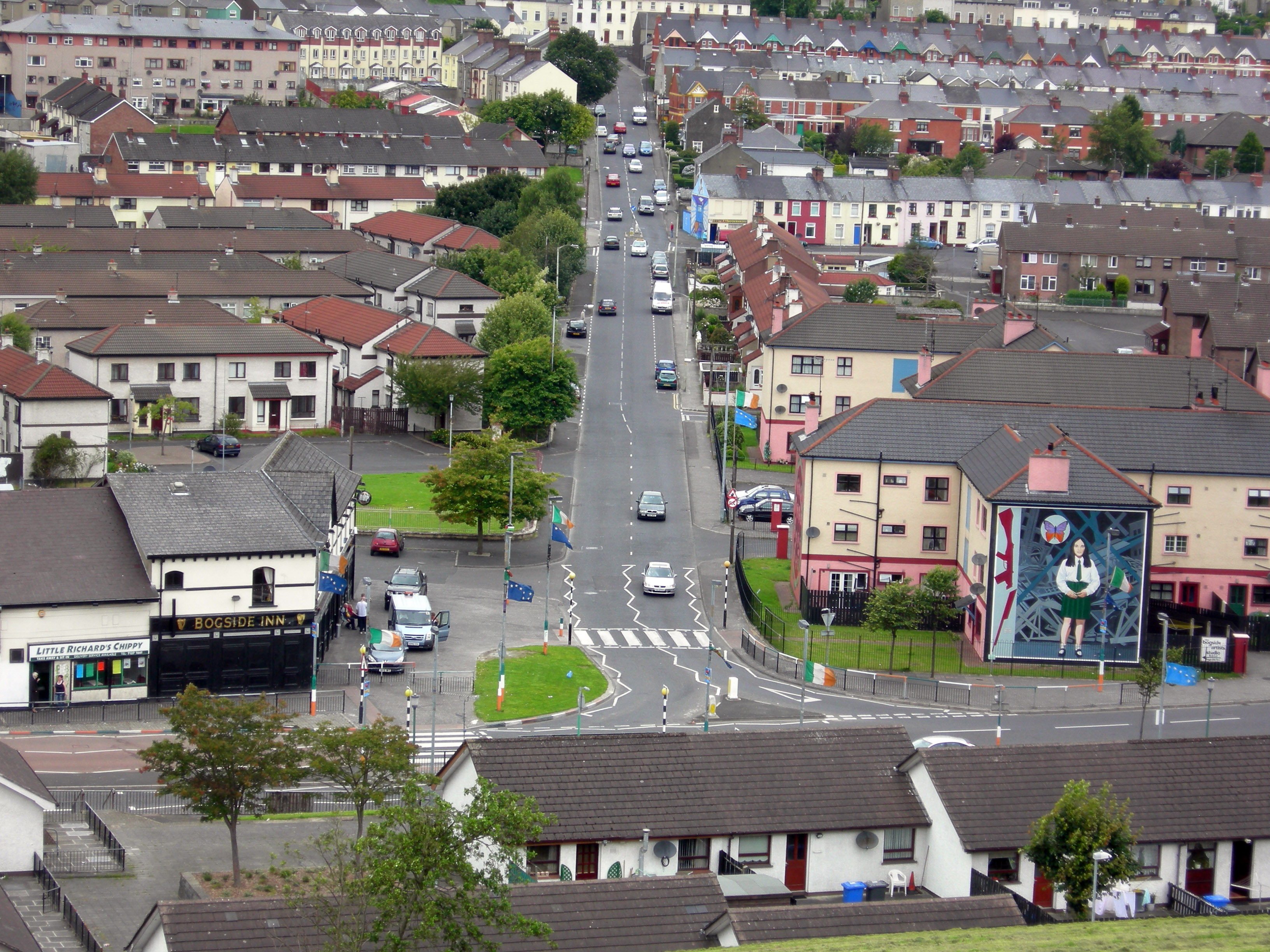
Westland Street i Bogside
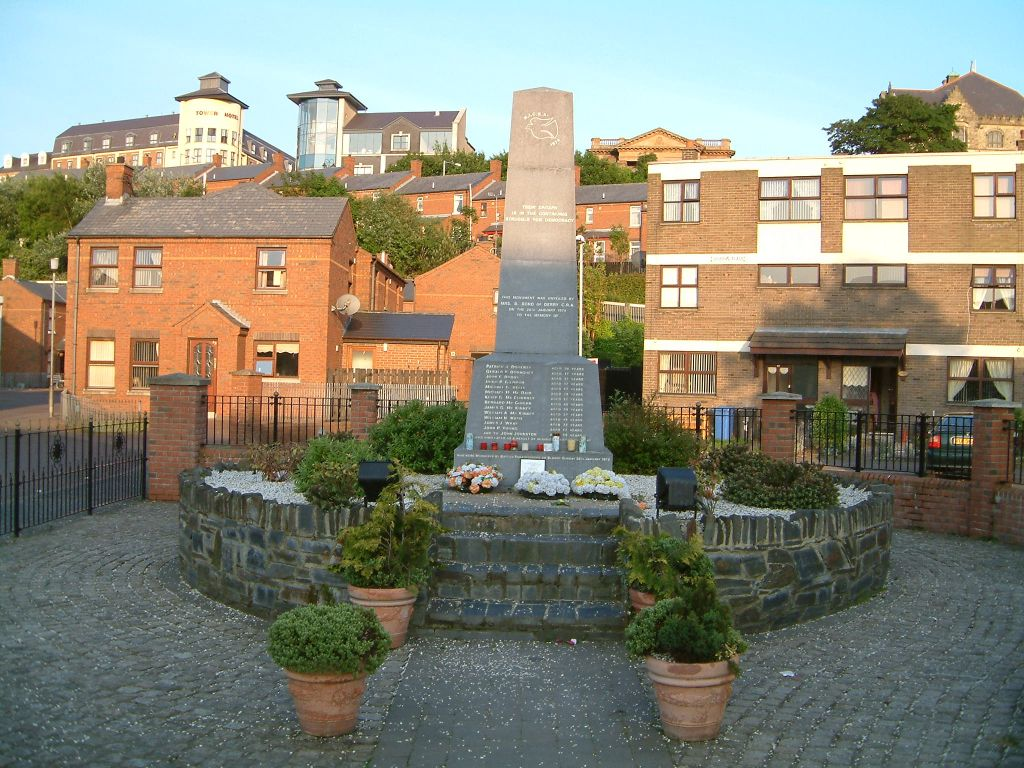
Bloody Sunday Memorial.
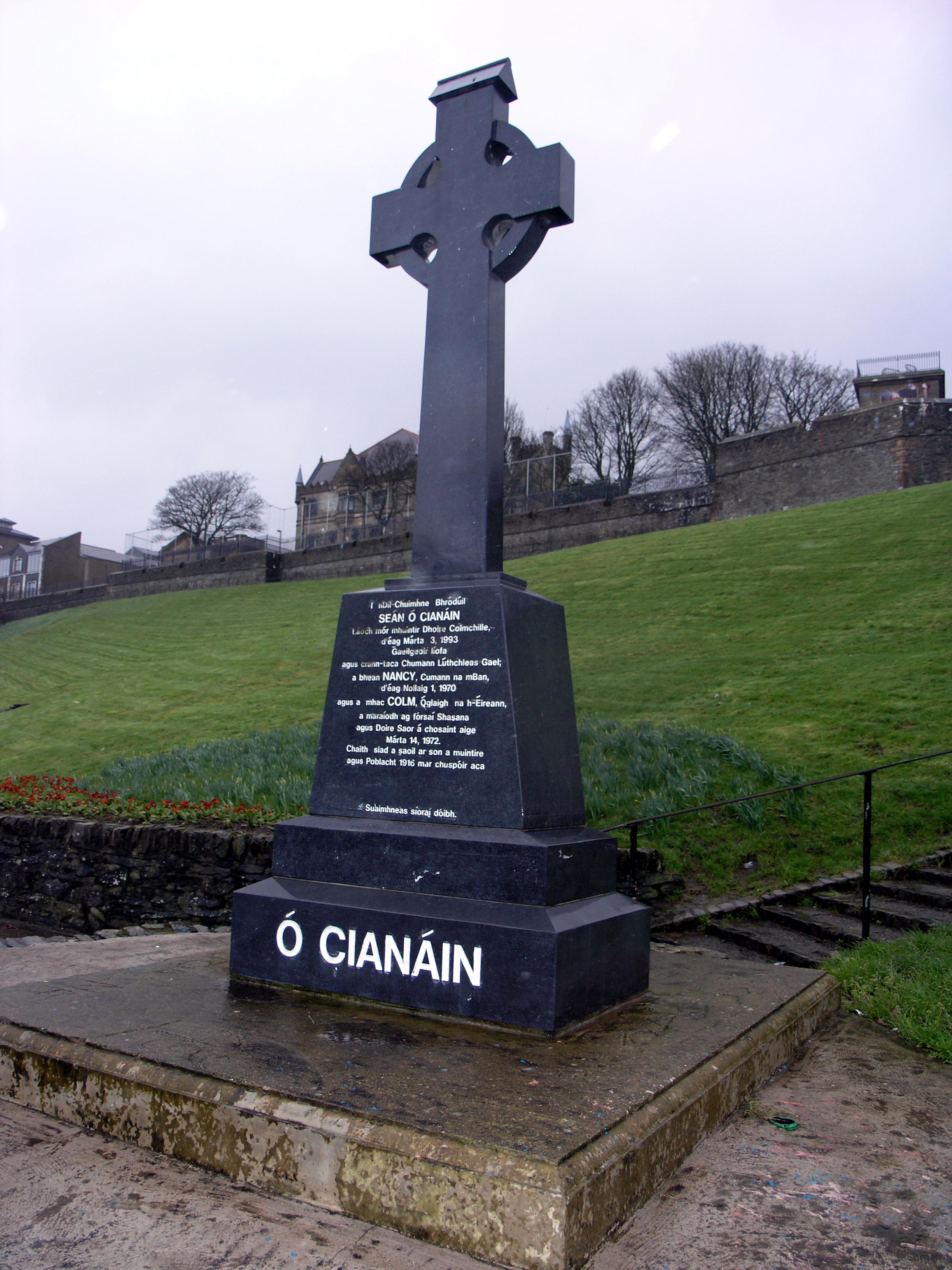
Sean Keenans minnesplats, Bogside
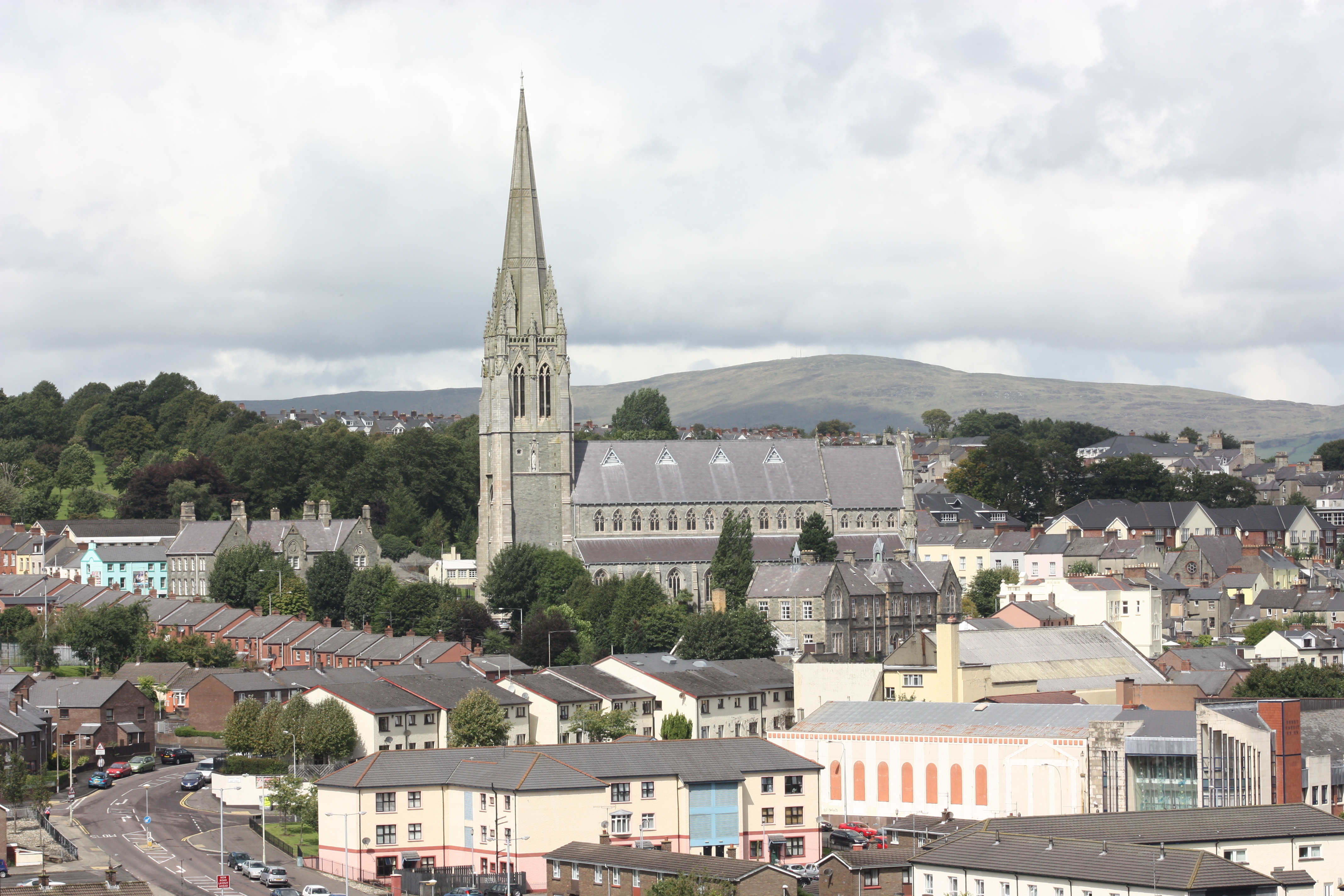
St Eugene's Cathedral